# Albatros à nez jaune de l'océan Atlantique
Thalassarche chlororhynchos
Pour les articles homonymes, voir Albatros à nez jaune et Albatros.
Ne doit pas être confondu avec Albatros à nez jaune de l'océan Indien.
Espèce
Statut de conservation UICN

 EN A4bd;B2ab(v) : En danger
L'Albatros à nez jaune de l'océan Atlantique (Thalassarche chlororhynchos) est une espèce de grands oiseaux de mer appartenant à la famille des Diomedeidae.
Ce petit albatros était autrefois considéré comme conspécifique avec l'albatros à nez jaune de l'océan Indien et connu sous le nom d'albatros à nez jaune. Certaines autorités considèrent toujours ces taxons comme conspécifiques.

## Morphologie

### Mensurations
Son poids moyen est d'environ 2,1 ou 2,2 kg,. Son envergure moyenne est de 1,8 à 2,10 m et sa longueur de 71 à 86 cm.

### Aspect général
C'est un très grand oiseau blanc et noir au long bec noir surmonté d'une ligne jaune. La couleur du bec permet de le différencier des autres espèces d'albatros. Il n'y a pas de dimorphisme sexuel chez cette espèce.
De manière détaillée, sa gorge, son ventre, le bas du dos et les sous-caudales sont blancs ainsi que la face inférieure des ailes finement bordées de noir. Le dos, le dessus des ailes et la queue sont brun-noir ou gris-noir très foncé. La tête est souvent teintée de gris, mais la calotte est toujours blanche. Son bec est noir mais présente sur la partie supérieure une bande longitudinale jaune virant à l'orange ou au rosé à son extrémité. Les yeux sont noirs et les pattes gris bleu pâle. La queue est courte et arrondie.
Les juvéniles ont la tête entièrement blanche et le bec entièrement noir.

### Aspect des juvéniles
Les juvéniles ressemblent à l'adulte, mais ont la tête entièrement blanche et le bec entièrement noirâtre. On les confond de ce fait parfois avec des Albatros à sourcils noirs.
Les oisillons sont couverts de duvet gris très clair, mais présentent autour des yeux et sur les joues une zone blanche, au duvet ras, avec une ligne noire prolongeant les commissures du bec (voir les vidéos correspondantes sur les sites ARKive et IBC).

## Comportement

### Comportement social
Cet oiseau peut nicher en solitaire, mais les sites de nidification réunissent parfois des centaines de couples. Cet oiseau est généralement silencieux, mais il peut parfois pousser des sortes de croassements.

### Vol
Comme tous les albatros, c'est un voilier exceptionnel en raison de ses très longues ailes.
Posé sur l'eau par temps calme, il s'aide de puissants battements de pattes pour prendre son envol.

### Alimentation
L'Albatros à nez jaune se nourrit principalement de céphalopodes mais aussi de poissons et de crustacés. Oiseau opportuniste, il suit assez souvent les bateaux de pêche pour profiter des déchets de poisson rejetés en mer. Il lui arrive aussi de voler les proies du Puffin à menton blanc (Procellaria aequinoctialis) ou de suivre des bancs de thons ou des cétacés qui rabattent les proies vers la surface.

### Reproduction
Les Albatros à nez jaune sont monogames. Ils ne commencent à se reproduire qu'à partir de l'âge de 8 à 10 ans.
Les couples arrivent sur les sites de nidification vers la fin du mois d'août ou début septembre. La femelle pond un seul œuf blanc avec de petits points rougeâtres dans un nid construit sur un socle de boue séchée et garni d'herbe. Le mâle et la femelle prennent tous les deux part à la couvaison et à la nutrition de l'oisillon en se relayant régulièrement.
L'oisillon prendra son envol vers les mois d'avril ou mai. Il ne se reproduira pas avant l'âge de 10 ans.

### Longévité
Le record actuel de longévité est de 37 ans chez cette espèce.

## Répartition et habitat

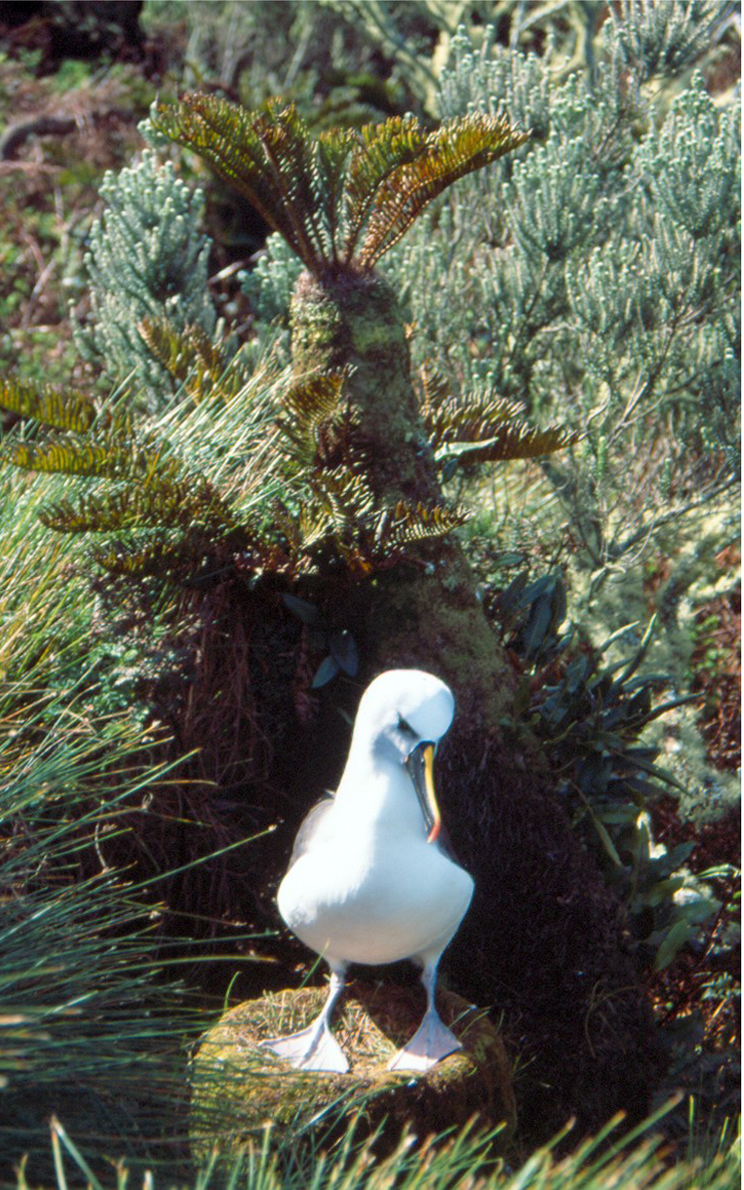
Un Albatros à nez jaune sur l'Île Gough

### Habitat
Cet oiseau pélagique vit en pleine mer, généralement loin des rivages, dans les océans aux eaux froides de l'hémisphère Sud. Il peut être rencontré depuis les eaux circumpolaires entourant l'Antarctique jusqu'au 20e parallèle Sud. Il niche dans la végétation dense du sommet des falaises rocheuses ou des plateaux côtiers de certaines îles de l'hémisphère Sud (voir le paragraphe "Répartition") possédant une végétation suffisamment dense.

### Répartition
Il fréquente essentiellement le sud de l'océan Atlantique, généralement entre 15° et 50°S, mais on peut aussi le trouver dans les océans Indien et Pacifique (il a été occasionnellement signalé au large de l'Australie), ainsi que dans l'océan Austral. Des individus erratiques ont été signalés dans l'hémisphère Nord, le long des côtes nord-américaines le plus souvent, mais aussi en Europe (Islande, Grande-Bretagne).
Il niche principalement sur l'archipel Tristan da Cunha, l'Île Gough, l'Île Inaccessible et sur l'archipel Crozet.

### Population
BirdLife International estime la population mondiale d'Albatros à nez jaune à moins de 100 000 individus et à plus de 50 000 ; cette population est en décroissance. Il y aurait environ 5 000 couples nicheurs sur l'Île Gough, 21 500 à 35 000 sur l'Île Tristan da Cunha, 4 500 sur l'Île Nightingale et 1 100 sur l'Île Inaccessible, selon des études menées entre les années 1980 et 2000.

## L'Albatros à nez jaune et l'homme

### Statut et préservation
L'Albatros à nez jaune souffre, comme d'autres espèces d'albatros, d'un fort déclin de population dû aux techniques de pêche actuelles. Il est une des victimes habituelles des palangres, longues lignes armées d'hameçons et garnies d'appâts qui attirent les albatros. Ces derniers sont pris sur les hameçons lorsqu'ils essaient d'attraper les appâts quand les lignes sont mises à l'eau. La ligne entraîne l'oiseau vers le fond et le noie.
Il peut aussi y avoir des collisions avec les câbles des chalutiers.
Cette espèce est tout particulièrement étudiée sur l'Île Gough, qui est à la fois réserve naturelle et inscrite au Patrimoine mondial de l'UNESCO. Des recensements y ont été menés pour cette espèce entre 2000 et 2001, puis en 2004, montrant un déclin de la population d'environ 1,2 % par an. Des modèles de prédiction d'évolution des populations sont pessimistes et estiment que ce déclin pourrait atteindre 2,8 % sur l'Île Gough et 5,5 % sur l'Île Tristan da Cunha.
L'UICN a classé l'espèce dans la catégorie « menacée » (endangered) depuis 2003, avec deux sujets de préoccupation majeurs : le nombre réduit de zones de nidification de l'Albatros à nez jaune et un déclin rapide, plus rapide que la régénération de l'espèce. L'Albatros à nez jaune est aussi un sujet de préoccupation pour le CMS (Appendice II) et l'ACAP (Accord sur la Conservation des Albatros et des Pétrels) (Annexe 1). Il est aussi protégé par le Migratory Bird Treaty Act.
Des méthodes pour réduire les pertes d'oiseaux à cause des palangriers ont été suggérées, comme lester les lignes pour qu'elles coulent plus vite (moins d'albatros auraient alors le temps de "mordre" à l'hameçon), teindre les appâts pour les rendre moins visibles, ou poser les lignes de nuit. Il reste encore à obtenir que les patrons de pêche les mettent en œuvre

### Systématique

#### Taxonomie
L'Albatros à nez jaune a été décrit pour la première fois en 1789 par Johann Friedrich Gmelin, naturaliste et chimiste allemand. Il fut nommé Diomedea chlororhynchos et placé dans la famille des Diomedeidés. Mais à la suite de la récente modification de la classification des espèces, l'Albatros à nez jaune a été intégré à la famille des Procellariidés.

#### Appellation
Son nom de genre a été changé de Diomedea en Thalassarche en 1997 par l'American Ornithologists' Union. En Français, cette espèce est aussi appelée Albatros à nez jaune.

#### Division de l'espèce
L'Albatros à nez jaune était représenté par deux sous-espèces :
- Albatros à nez jaune de l'océan atlantique T. c. chlororhynchos avec la tête et le cou assez sombre et la bordure jaune large à la base du bec, nichant sur Tristan da Cunha et Gough ;
- Albatros à nez jaune de l'océan indien T. c. carteri avec la zone grise de la tête limitée au niveau de la face et la ligne jaune de la mandibule supérieure très fine à la base du bec, nichant sur Saint-Paul et Amsterdam, Marion et Prince-Edouard, Crozet et Kerguelen.

Mais ces deux taxons ont été séparés et forment désormais des espèces distinctes:
- Thalassarche chlororhynchos
- Thalassarche carteri (Albatros à nez jaune de l'océan Indien)

### Philatélie
Plusieurs états ont émis des timbres à l'effigie de cet oiseau : Saint-Vincent-et-les-Grenadines en 1998, la Tanzanie en 1998, le Ghana en 1958, les Terres australes et antarctiques françaises en 1990, 2000 et 2007 et l'Archipel Tristan da Cunha en 1954, 1972, 1977, 1987, 1988 et 2003.

#### Photos et vidéos
- Photo d'un Albatros à nez jaune sur African Bird Club
- Photos de l'Albatros à nez jaune sur le site ARKive
- Vidéos de l'Albatros à nez jaune sur le site ARKive
- Galerie Flickr de photos de Thalassarche chlororhynchos sur Avibase